# Fredrik Wenzel
Fredrik Wenzel (Fässberg, 1º settembre 1978) è un direttore della fotografia svedese, meglio noto per le sue collaborazioni col regista Ruben Östlund.

## Filmografia parziale

### Cinema
- Falkenberg Farewell (Farväl Falkenberg), regia di Jesper Ganslandt (2006) - anche sceneggiatore
- Apan, regia di Jesper Ganslandt (2009)
- Forza maggiore (Turist), regia di Ruben Östlund (2014)
- The Square, regia di Ruben Östlund (2017)
- Triangle of Sadness, regia di Ruben Östlund (2022)

### Televisione
- We Are Who We Are, regia di Luca Guadagnino – miniserie TV, 4 puntate (2020)

## Riconoscimenti
- San Diego Film Critics Society Awards
  - 2014 - Candidatura alla migliore fotografia per The Square
- Premi Guldbagge
  - 2007 - Candidatura alla migliore sceneggiatura per Falkenberg Farewell
  - 2015 - Migliore fotografia per Forza maggiore
  - 2015 - Candidatura alla migliore fotografia per The Quiet Roar
  - 2018 - Migliore fotografia per The Square
  - 2019 - Candidatura alla miglior cortometraggio per Vi bara lyder